# Société de transformation viticole
Pour les articles homonymes, voir ONCV.
L'Office national de commercialisation des produits vitivinicoles (ONCV) est une entreprise algérienne créée en 1968 et qui a évolué en société par actions à partir de 1990. En 2017 l'ONCV devient la Société de transformation viticole (Sotravit), en raison de la mise en œuvre de la nouvelle stratégie de cette entreprise,.

## Présentation
Avec son propre vignoble de 5 500 ha et un réseau de 3 000 viticulteurs partenaires, l'entreprise produit 500 000 hl/an de vin en moyenne. La SOTRAVIT dispose de 132 caves de vinification d'une capacité totale de 3 000 000 d'hl, de 11 chais portuaires d'une capacité de 960 000 hl et de 8 centres de conditionnement d'une capacité de 80 000 000 bouteilles/an.
Sa position de leader de la filière vitivinicole en Algérie se réaffirmera davantage avec l'extension de son propre vignoble à hauteur de 15 000 ha à l'horizon 2007.
La SOTRAVIT développe de nouveaux programmes d'investissement sur deux autres créneaux porteurs du secteur agroalimentaire : les dattes et l'oléiculture.
Son capital social est de 7,5 millions de dollars, le chiffre d'affaires s'élève à 106 millions de dollars dont 20 % à l'exportation.
L'entreprise emploie environ 1 500 salariés.